# سوتل صافي
سوتل صافي (الاسم العلمي:Dasylirion lucidum) هو نوع من النباتات يتبع جنس السوتل من الفصيلة الهليونية.